# 堯恭法親王
堯恭法親王（1717年5月13日—1764年7月1日），俗名久嘉，幼名乙宮、幾宮，是日本江戶時代前期、中期的法親王，生父母是靈元天皇及松室敦子，東山天皇和作宮的異母兄弟，有栖川宮職仁親王的同母弟。

## 履歷
享保十二年（1727年）正月久嘉接受親王宣下，兩個月後就後得度，法號堯恭，享保十九年（1734年）五月敘二品。到元文元年（1736年）七月擔任天台座主，寶曆五年（1755年）就昇一品。